# Football Club Internazionale 1955-1956
Questa voce raccoglie le informazioni riguardanti il Football Club Internazionale nelle competizioni ufficiali della stagione 1955-1956.

## Stagione

Angelo Moratti, nuovo presidente del club

In Serie A la squadra giunge terza in campionato a 39 punti a pari merito  con la Lazio, nella stagione in cui ha vinto il suo primo scudetto la Fiorentina con dodici punti di vantaggio sul Milan secondo, e quattordici sui nerazzurri e i laziali. In Coppa delle Fiere si disputa la prima edizione che terminerà solamente nel 1958.

## Divise
| Prima divisa | Seconda divisa |  |

## Organigramma societario
Area direttiva
- Presidente: Angelo Moratti
- Consigliere: Giuseppe Prisco

Area tecnica
- Allenatore: Aldo Campatelli (1ª-12ª)
Giuseppe Meazza (13ª-34ª)

Area sanitaria
- Massaggiatore: Bartolomeo Della Casa

## Rosa
| N. |                   | Ruolo | Calciatore          |
| -- | ----------------- | ----- | ------------------- |
|    | Italia (bandiera) | P     | Giorgio Ghezzi      |
|    | Italia (bandiera) | P     | Ezio Lombardi       |
|    | Italia (bandiera) | P     | Mario Camilloni     |
|    | Italia (bandiera) | D     | Giovanni Giacomazzi |
|    | Italia (bandiera) | D     | Rino Ferrario       |
|    | Italia (bandiera) | D     | Guido Vincenzi      |
|    | Italia (bandiera) | D     | Livio Fongaro       |
|    | Italia (bandiera) | C     | Enea Masiero        |
|    | Italia (bandiera) | C     | Giovanni Invernizzi |
|    | Svezia (bandiera) | C     | Lennart Skoglund    |

| N. |                      | Ruolo | Calciatore        |
| -- | -------------------- | ----- | ----------------- |
|    | Italia (bandiera)    | C     | Fulvio Nesti      |
|    | Italia (bandiera)    | C     | Celestino Celio   |
|    | Italia (bandiera)    | A     | Benito Lorenzi    |
|    | Argentina (bandiera) | A     | Oscar Massei      |
|    | Italia (bandiera)    | A     | Gino Armano       |
|    | Italia (bandiera)    | A     | Cesare Campagnoli |
|    | Svizzera (bandiera)  | A     | Roger Vonlanthen  |
|    | Italia (bandiera)    | A     | Luigi Zambaiti    |
|    | Italia (bandiera)    | A     | Achille Fraschini |

## Risultati

### Serie A

#### Girone di andata
| Arbitro: | Rigato (Mestre) |

|                     |           |  |
| Celio 9’ Armano 77’ | Marcatori |  |

| Arbitro: | Bonetto (Torino) |

|  |           |                    |
|  | Marcatori | 5’, 72’ Campagnoli |

| Arbitro: | Marchese (Napoli) |

|                                           |           |  |
| Skoglund 5’, 33’ Fraschini 27’ Armano 41’ | Marcatori |  |

| Firenze 9 ottobre 1955 4ª giornata | Fiorentina        | 0 – 0 | Inter | Stadio Comunale\| Arbitro: \| Liverani (Torino) \| |
| Arbitro:                           | Liverani (Torino) |       |       |                                                    |

| Arbitro: | Piemonte (Monfalcone) |

|             |           |                      |
| Nordahl 33’ | Marcatori | 3’ Nesti 37’ Lorenzi |

| Arbitro: | Rigato (Mestre) |

|            |           |  |
| Armano 75’ | Marcatori |  |

| Arbitro: | Jonni (Macerata) |

|                      |           |                          |
| Tortul 40’, 45’, 86’ | Marcatori | 35’ Lorenzi 64’ Skoglund |

| Arbitro: | Pieri (Trieste) |

|                            |           |                                         |
| Lorenzi 76’ Invernizzi 88’ | Marcatori | 27’ Puccinelli 49’ Vivolo 50’ Selmosson |

| Arbitro: | Piemonte (Monfalcone) |

|                           |           |                                |
| Pivatelli 7’ Cappello 85’ | Marcatori | 6’, 23’ Fraschini 80’ Skoglund |

| Arbitro: | Jonni (Macerata) |

|           |           |  |
| Galli 30’ | Marcatori |  |

| Arbitro: | Piemonte (Monfalcone) |

|              |           |                    |
| Skoglund 50’ | Marcatori | 29’, 77’ Rasmussen |

| Arbitro: | Jonni (Macerata) |

|                                                 |           |                                       |
| Corso 34’ Frizzi 65’ (rig.) 72’ Carapellese 87’ | Marcatori | 13’ Skoglund 59’ Nesti 63’ Vonlanthen |

| Arbitro: | Grillo (Napoli) |

|  |           |                |
|  | Marcatori | 51’ Stivanello |

| Arbitro: | Orlandini (Roma) |

|             |           |  |
| Colella 75’ | Marcatori |  |

| Milano 15 gennaio 1956 15ª giornata | Inter            | 0 – 0 | Triestina | Stadio San Siro\| Arbitro: \| Bonetto (Torino) \| |
| Arbitro:                            | Bonetto (Torino) |       |           |                                                   |

| Arbitro: | Liverani (Torino) |

|  |           |                        |
|  | Marcatori | 51’ Massei 87’ Lorenzi |

| Arbitro: | Piemonte (Monfalcone) |

|                                |           |            |
| Massei 42’, 88’ Vonlanthen 78’ | Marcatori | 47’ Lucchi |

#### Girone di ritorno
| Arbitro: | Orlandini (Roma) |

|                                |           |                 |
| Ferrario 18’ (aut.) Bronée 56’ | Marcatori | 46’, 60’ Massei |

| Arbitro: | Canepa (Genova) |

|                     |           |  |
| Miglioli 23’ (aut.) | Marcatori |  |

| Arbitro: | Liverani (Torino) |

|  |           |                                                          |
|  | Marcatori | 17’ Skoglund 24’ Lorenzi 47’ Fraschini 72’ (rig.) Armano |

| Arbitro: | Orlandini (Roma) |

|             |           |                            |
| Lorenzi 37’ | Marcatori | 45’, 68’ Virgili 70’ Prini |

| Arbitro: | Piemonte (Monfalcone) |

|                               |           |             |
| Pedroni 78’ (aut.) Massei 81’ | Marcatori | 69’ Nordahl |

| Arbitro: | Rigato (Mestre) |

|  |           |                           |
|  | Marcatori | 85’ Massei 88’ Invernizzi |

| Arbitro: | Bonetto (Torino) |

|                                                             |           |                   |
| Armano 6’, 70’, 75’ (rig.) Lorenzi 16’, 73’ Massei 41’, 57’ | Marcatori | 30’ (rig.) Tortul |

| Arbitro: | Piemonte (Monfalcone) |

|                                 |           |                                |
| Burini 17’ (rig.) Selmosson 67’ | Marcatori | 70’ (rig.) Armano 90’ Ferrario |

| Arbitro: | Liverani (Torino) |

|  |           |                                        |
|  | Marcatori | 51’ Cervellati 72’ Randon 75’ Pascutti |

| Arbitro: | Rigato (Mestre) |

|               |           |              |
| Vonlanthen 8’ | Marcatori | 40’ Da Costa |

| Arbitro: | Prjbil |

|              |           |                |
| Bassetto 80’ | Marcatori | 24’ Invernizzi |

| Arbitro: | Rigato (Mestre) |

|                               |           |  |
| Skoglund 15’ Lorenzi 61’, 87’ | Marcatori |  |

| Arbitro: | Canepa (Genova) |

|           |           |  |
| Pison 16’ | Marcatori |  |

| Arbitro: | Seipelt |

|  |           |                  |
|  | Marcatori | 25’, 82’ Colombo |

| Trieste 20 maggio 1956 32ª giornata | Triestina         | 0 – 0 | Inter | Stadio Giuseppe Grezar\| Arbitro: \| Liverani (Torino) \| |
| Arbitro:                            | Liverani (Torino) |       |       |                                                           |

| Arbitro: | Stoll |

|                                 |           |  |
| Vonlanthen 4’, 66’ Skoglund 52’ | Marcatori |  |

| Arbitro: | Jiranek |

|  |           |              |
|  | Marcatori | 75’ Skoglund |

### Coppa delle Fiere

#### Fase a gironi
| Milano 16 maggio 1956 1ª giornata | Inter    | 0 – 0 referto | Birmingham City | Arena Civica\| Arbitro: \| Wyssling \| |
| Arbitro:                          | Wyssling |               |                 |                                        |

| Arbitro: | Damiani |

|  |           |                |
|  | Marcatori | 74’ Campagnoli |

## Statistiche

### Statistiche di squadra
| Competizione      | Punti | In casa | In casa | In casa | In casa | In casa | In casa | In trasferta | In trasferta | In trasferta | In trasferta | In trasferta | In trasferta | Totale | Totale | Totale | Totale | Totale | Totale | D.R. |
| Competizione      | Punti | G       | V       | N       | P       | Gf      | Gs      | G            | V            | N            | P            | Gf           | Gs           | G      | V      | N      | P      | Gf     | Gs     | D.R. |
| ----------------- | ----- | ------- | ------- | ------- | ------- | ------- | ------- | ------------ | ------------ | ------------ | ------------ | ------------ | ------------ | ------ | ------ | ------ | ------ | ------ | ------ | ---- |
| Serie A           | 39    | 17      | 9       | 2       | 6       | 31      | 18      | 17           | 7            | 5            | 5            | 26           | 18           | 34     | 16     | 7      | 11     | 57     | 36     | 21   |
| Coppa delle Fiere | -     | 1       | 0       | 1       | 0       | 0       | 0       | 1            | 1            | 0            | 0            | 1            | 0            | 2      | 1      | 1      | 0      | 1      | 0      | 1    |
| Totale            | -     | 18      | 9       | 3       | 6       | 31      | 18      | 18           | 8            | 5            | 5            | 27           | 18           | 36     | 17     | 8      | 11     | 58     | 36     | 22   |